# Anton Regh
Anton Regh (Stotzheim, 1940. szeptember 12. – 2018. január 14.) német labdarúgó, hátvéd.

## Pályafutása
1961 és 1969 között az 1. FC Köln labdarúgója volt. Tagja volt az 1963–64-es idényben első alkalommal kiírt Bundesligát megnyerő bajnokcsapatnak. 1968-ban nyugatnémet kupát nyert az együttessel. 1969 és 1971 között a Fortuna Köln, 1971-72-ben az Euskirchener TSC játékosa volt.

## Sikerei, díjai
1. FC Köln
- Nyugatnémet bajnokság (1963-tól Bundesliga)
  - bajnok: 1962, 1963–64
  - 2.: 1964–65
- Nyugatnémet kupa (DFB-Pokal)
  - győztes: 1968